# 斯特凡·塔科夫
斯特凡·塔科夫（2002年8月6日—），塞尔维亚男子跆拳道运动员，2022年世界跆拳道锦标赛男子74公斤级银牌得主、2023年世界跆拳道锦标赛男子74公斤级铜牌得主。